# Dirndl

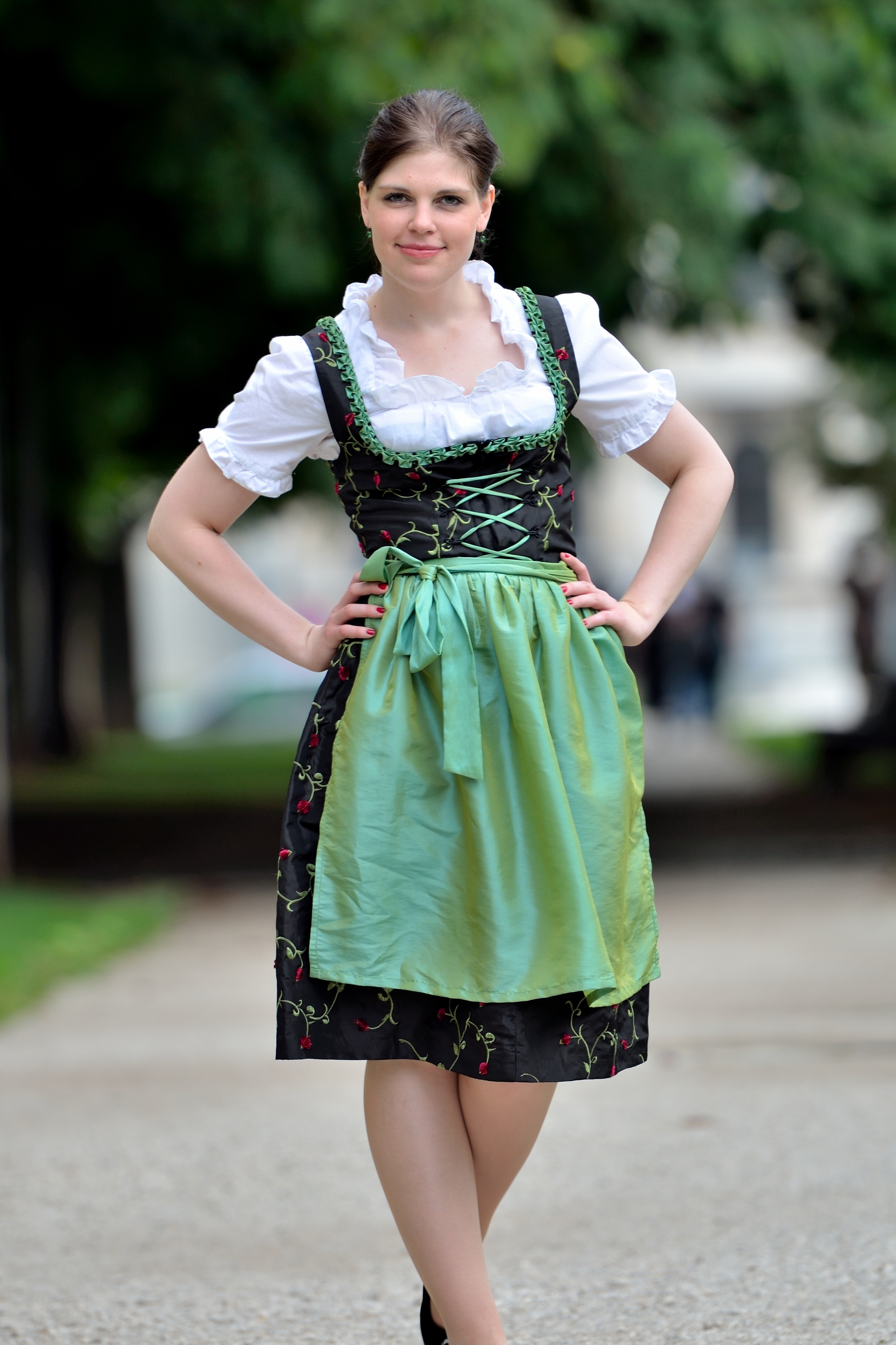
Dirndl.

El Dirndl es un vestido femenino bávaro y austriaco. 
Dirndl es la versión bávara y austriaca del alemán dirne y del bajo sajón deern, que significa jovencita. Un vestido para una mujer joven se llamaría en realidad Dirndlgewand en bávaro. Sin embargo, hoy en día se usa solamente el Dirndl. No obstante, en algunas localidades bávaras y austriacas se sigue utilizando el término original. 

## Dirndl vs. traje típico
Es importante distinguir entre un Dirndl y un traje regional típico. Un traje regional tiene ciertas características por las cuales se puede distinguir de qué región viene y en ciertos casos inclusive la posición social de la persona que lo usa. El Dirndl de hoy en día no tiene característica regional alguna, pero está obviamente influido por los trajes típicos bávaros. Por lo tanto, aún se diferencia entre un Dirndl típico (un vestido con delantal y, por lo general, telas con bordados tradicionales) y un Dirndl de campo, un vestido de lino.

## Historia

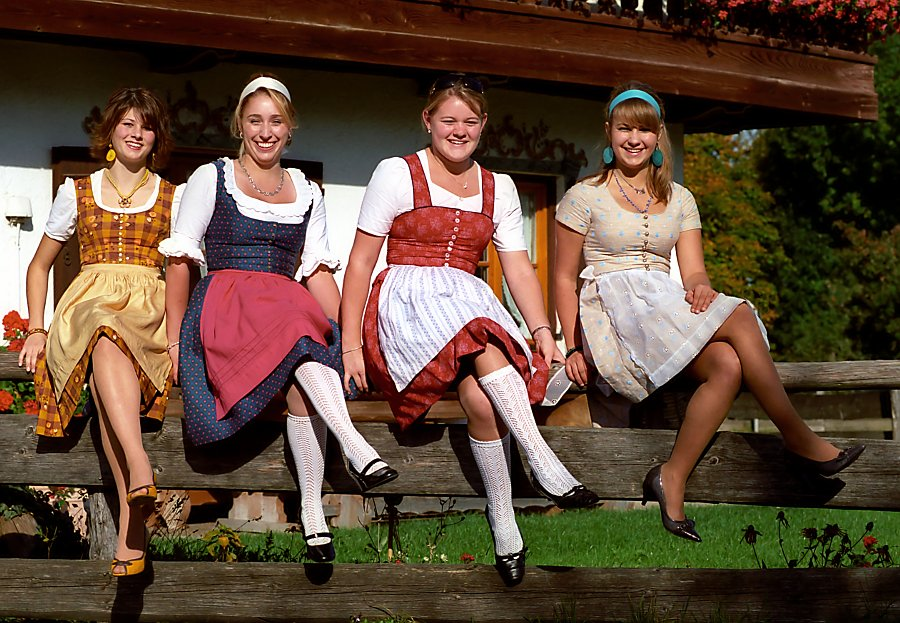
Diferentes Dirndls

Originalmente, el Dirndl proviene del oeste de los Alpes, siendo un vestido netamente campesino. Luego fue usado en las ciudades exclusivamente por las sirvientas (muchas de ellas campesinas) y a partir de 1870-80 lo empezaron a llevar las clases altas y la aristocracia como vestido moderno de verano. El emperador Francisco José fue quien sirvió de ejemplo para modernizar los Lederhosen (los pantalones de cuero típicos para hombres) y el traje típico bávaro y austriaco. 

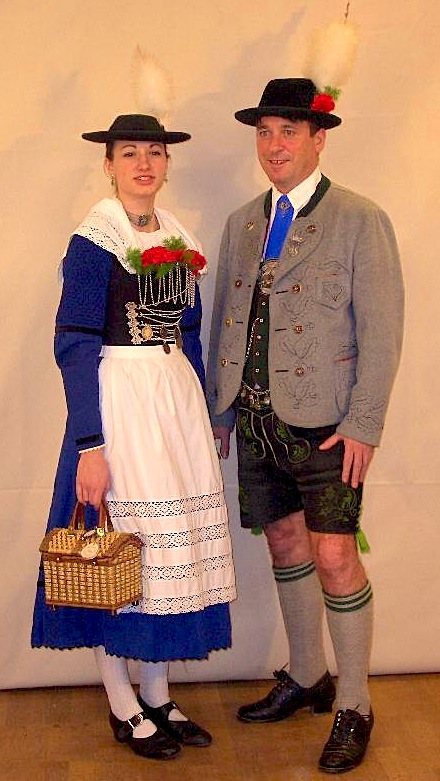
El tradicional traje de Miesbach. Obsérvense las diferencias entre el Dirndl y el traje típico femenino.

El Dirndl moderno llegó a la ciudad de Múnich, capital de Baviera, a través de la tienda "Wallach", de propietarios judíos. Ahí se vendían los vestidos con telas de colores y motivos, lo cual le valió gran reconocimiento a sus dueños, Julius y Moritz Wallach. Además de encargarse de la venta, los hermanos Wallach también organizaban desfiles en el Oktoberfest y óperas en el teatro "Im Weißen Rössl", lo cual ayudó a popularizar el vestido entre las clases altas de la ciudad. El nombre Wallach se convirtió en ese entonces en sinónimo del Dirndl moderno en Múnich y la Alta Baviera. En 1939 se vieron obligados a vender su negocio por la política racista de Hitler. Sin embargo, luego de la guerra lograron recuperarlo. 
Hoy en día, vestir un Dirndl se considera como un símbolo de orgullo regional, aunque muchas mujeres (y hombres) lo usan porque les parece simplemente sexy, ya que acentúa las curvas femeninas y esconde cualquier imperfección. En los últimos años, algunos diseñadores lo redescubrieron y lo realizan con telas caras o exóticas como lo son los sari.

## Simbolismo
El lazo con el que se ata el delantal simbolizaba antiguamente el estado civil de la portadora. Si la mujer se ataba el lazo al lado derecho, esto significaba que estaba casada o comprometida, y el lazo al lado izquierdo, soltería. Sólo las viudas usaban el lazo atado atrás. Hasta antes de la Segunda Guerra Mundial, eso era equivalente a la virginidad de la mujer.

## Variantes

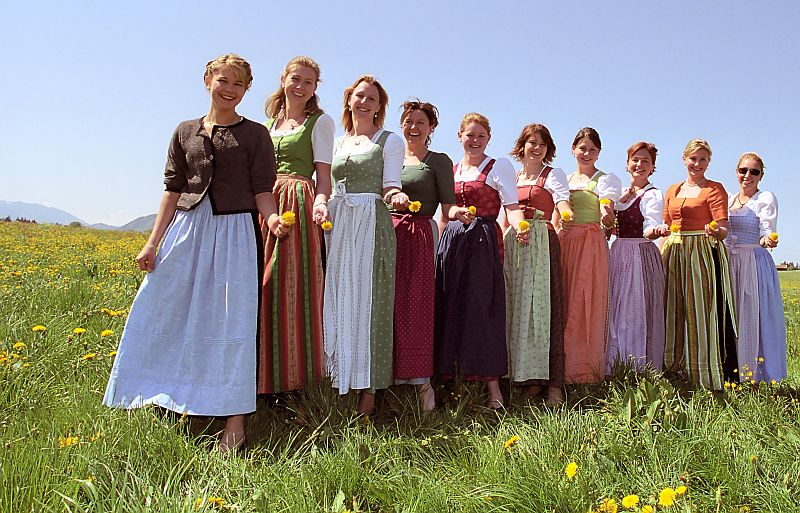
Dirndl en varias formas y colores.

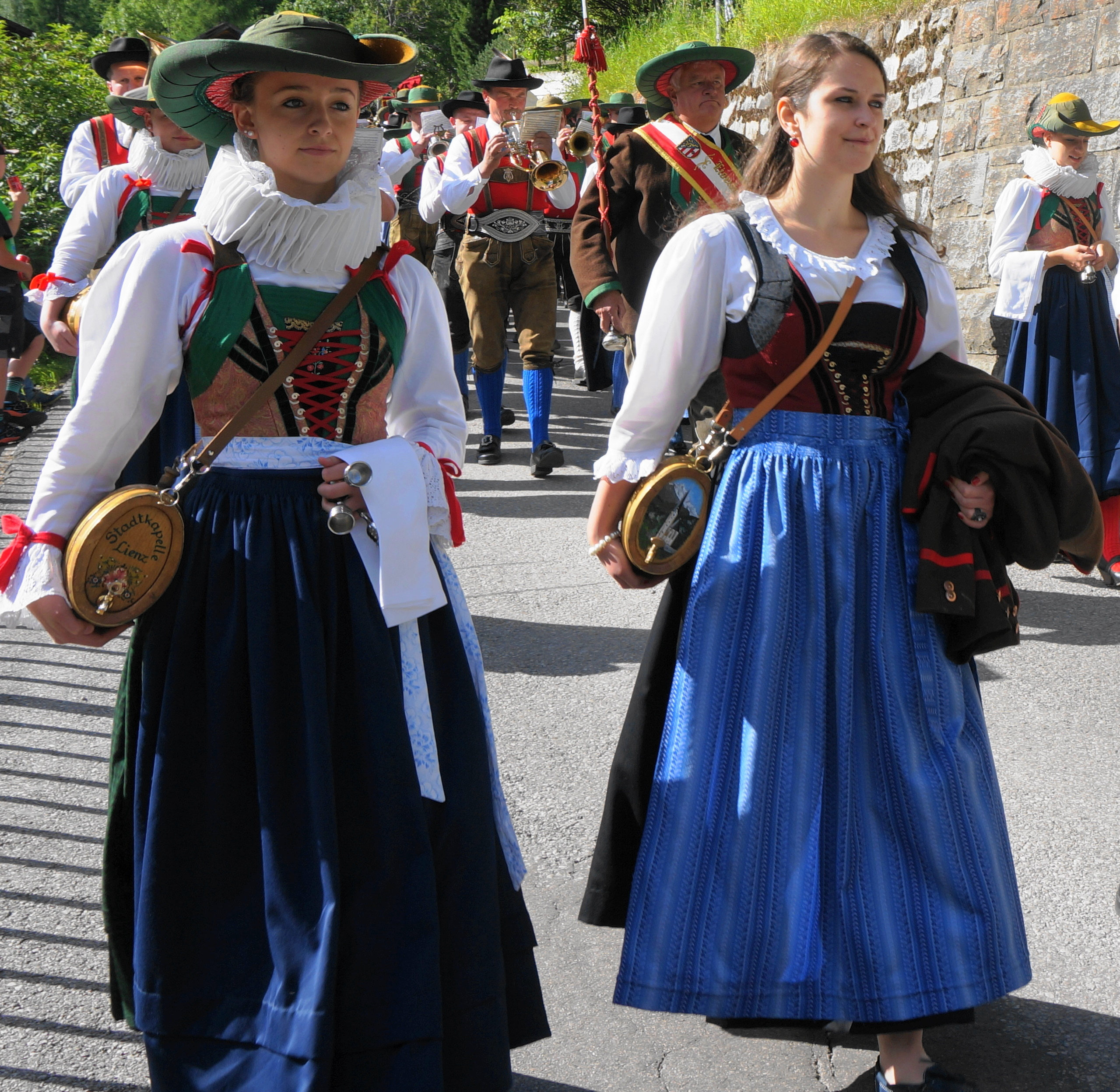
Austria, Traditional costumes from Tyrol, EU

Un Dirndl puede ser, según la situación, de un solo color, de varios colores o con estampados. Asimismo, la tela puede ser lino o seda. Hoy en día, es por lo general de una sola pieza con ganchos en la parte delantera o cremallera en la parte posterior o lateral. Tradicionalmente, un Dirndl tiene un bolsillo adelante, el cual permanece oculto por el delantal. 
Por debajo del vestido se usa una blusa especial blanca que alcanza hasta la mitad del abdomen. Además, se suele utilizar un pañuelo en el cuello o sobre los hombros. Como joya, se lleva solamente una gargantilla con un camafeo. El Dirndl moderno es, por lo general, muy escotado, y el largo de la falda varía según la edad de la portadora.
En las fiestas populares en el campo, el Oktoberfest y otras fiestas campestres del sur de Alemania y los Alpes, las lugareñas visten Dirndl y los hombres Lederhosen. En Múnich se ha desarrollado una cultura alrededor del traje, la cual lo ha convertido en un atuendo imprescindible no sólo para la población local.